# 김숙 (소설가)
김숙은 대한민국의 소설가이자 번역가로 출판 기획과 변역을 하고 있다.
일본에서 귀국 후 그림책 전문 서점을 열어 좋은 그림책 읽기 모임을 이끌었고, SBS의 애니메이션 번역 일을 하기도 했다. 『언제까지나 너를 사랑해』와 「100층짜리 집」 시리즈 등 여러 어린이 책을 우리말로 옮겼다. 1999년 《문학동네》 신인상을 받았으며, 소설집 『그 여자의 가위』도 집필했다. 김하루라는 필명으로 그림책 『학교 처음 가는 날』, 『똥 똥 개똥 밥』, 『장갑 한 짝』, 『노도새』, 『이야기보따리를 훔친 호랑이』, 『학교에 간 언니』, 『아무도 이기지 않는 운동회』, 『길동무 꼭두』, 동시집 『종우 화분』을 썼다.

## 어린 시절
김숙은 경상북도 김천에서 태어났다. 그녀는 동국대학교 교육학과를 졸업하고, 1988년부터 1992년까지 일본에 머물렀다. 귀국 후 그림책 전문서점을 열어 좋은 그림책 읽기 모임을 하였고, SBS의 애니메이션 번역일을 했다.

## 작품
- 작고 하얀 펭귄 (2020)
- 멋지다! (2020)
- 천만의 말씀 (2016)
- 전쟁하지 않아 (2015)
- 만들다 (2015)
- 봄이 준 선물 (2014)
- 똥똥 개똥 밥 (2012)
- 황금 올빼미 꿈표 (2012)
- 학교 처음 가는 날 (2022)
- 한국 아이 + 태국 아이, 한태 (2011)
- 내 베개 어디 있어? (2011)
- 카레라이스를 좋아한 펭귄 (2011)
- 1학년 책가방이 왔다 (2011)
- 토끼의 의자 (2010)
- 생명을 먹어요 (2010)
- 지하 100층짜리 집 (2010)
- 야호, 나도 자전거 탈 수 있다! (2010)
- 100층짜리 집 (2009)
- 작은 개 (2008)
- 날지 못하는 반딧불이 (2007)
- 그대로 계세요 어머니 아버지 (2006)
- 헝겊 토끼의 눈물 (2004)
- 마지막 마술 (2004)
- 그 여자의 가위 (2003)
- 펭귄표 냉장고 (2001)
- 엄마, 누가 난지 알 수 있어요? (2001)
- 언제까지나 너를 사랑해 (2000)
- 이 아름다운 세상을 다시 당신과 함께 할 수 있다면 (1999)
- 아픔으로 기르는 나무 (1996)